# Тибетский язык

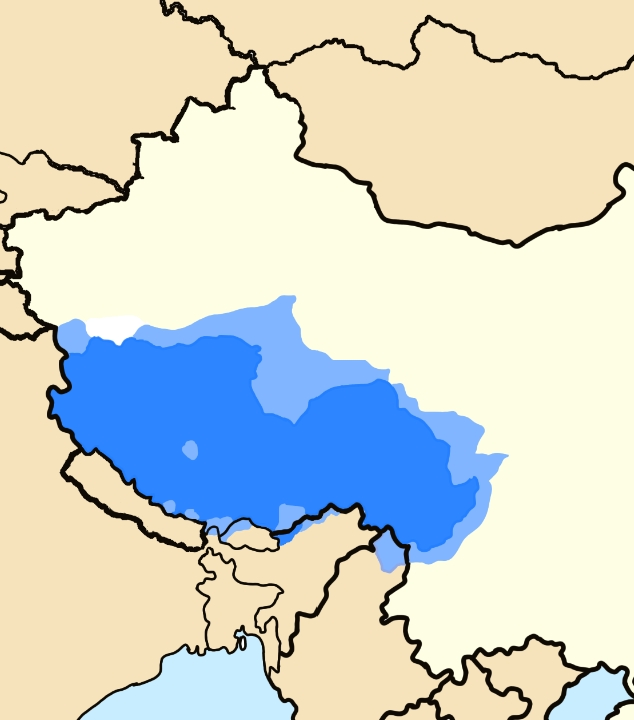
Распространение тибетского языка в Китае

Тибе́тский язы́к (тиб. བོད་སྐད་, Вайли: bod skad, тиб. пиньинь: phökä’, трансл. пхё-кэ) — язык тибетцев. Распространён в Тибете — Тибетском автономном районе и некоторых других районах КНР, а также в Индии, Непале, Бутане и Пакистане (диалекты балти и пуриг). Число говорящих на тибетском языке около 6 млн человек. Относится к тибето-бирманской подсемье в сино-тибетской семье языков.

## История
Возникновение литературного тибетского языка связывается с появлением письменности (древнейший памятник — надпись в монастыре Самье, VII век) и проникновением в Тибет буддизма. Литературный язык формировался при переводах канонической литературы с санскрита (перевод Трипитаки, VIII век), в дальнейшем получил развитие в богатой литературе: исторической (Сочинения Будона, XIV век), религиозной (Цонкапа, XIV—XV века), художественной (стихи Миларепы, XI—XII века, Далай-ламы VI, XVII век).
Современный литературный тибетский язык сохранил с древнейших времен традиционную орфографию, мало изменилась грамматика, инновации касаются главным образом лексики.

## Диалекты
У тибетского языка имеется три основных диалекта: кхамский (юго-восточный), лхасский (центральный) и амдоский (северо-восточный).

## Письменность

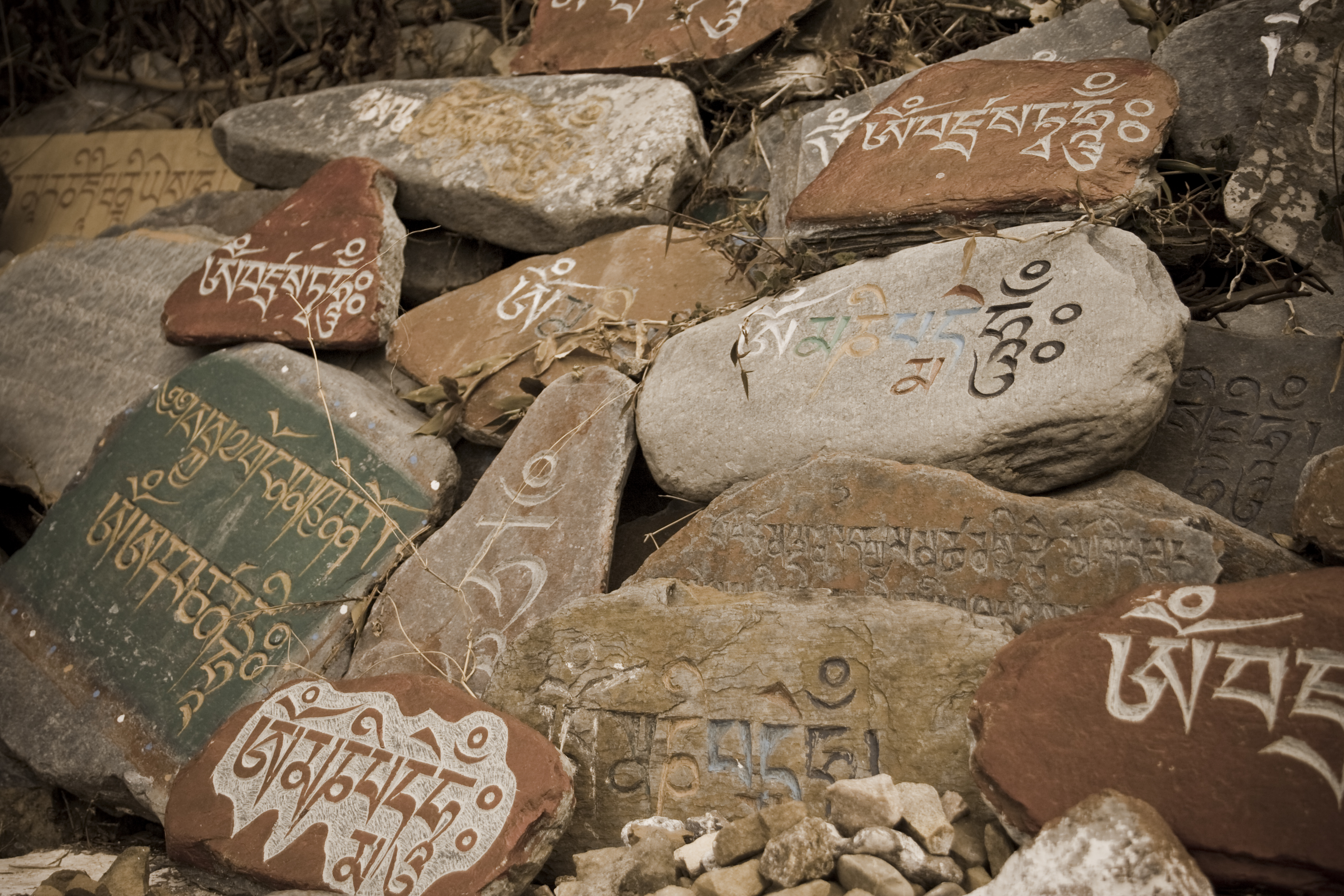
Тибетские надписи на камнях

Тибетский язык использует тибетское письмо, восходящее к письму брахми (по некотором источникам — гупта).

## Лингвистическая характеристика

### Фонетика и фонология

#### Согласные
|               | Губно-губные | Губно-губные | Переднеязычные | Переднеязычные | Ретрофлексные   | Альвеолярно-палатальные | Альвеолярно-палатальные | Заднеязычные | Заднеязычные | Глоттальные |
| ------------- | ------------ | ------------ | -------------- | -------------- | --------------- | ----------------------- | ----------------------- | ------------ | ------------ | ----------- |
| Носовые       | m            | m            | n              | n              |                 | ɲ                       | ɲ                       | ŋ            | ŋ            |             |
| Взрывные      | pʰ           | p            | tʰ             | t              | ʈʰ ~ ʈʂʰ ʈ ~ ʈʂ | cʰ                      | c                       | kʰ           | k            | ʔ           |
| Аффрикаты     |              |              | tsʰ            | ts             | ʈʰ ~ ʈʂʰ ʈ ~ ʈʂ | tɕʰ                     | tɕ                      |              |              |             |
| Фрикативные   |              |              | s              | s              | ʂ               | ɕ                       | ɕ                       |              |              | h           |
| Аппроксиманты | w            | w            | ɹ̥              | ɹ              |                 | j                       | j                       |              |              |             |
| Боковые       |              |              | l̥              | l              |                 |                         |                         |              |              |             |

#### Гласные
|                       | Передний ряд | Средний ряд | Задний ряд |
| --------------------- | ------------ | ----------- | ---------- |
| Верхний подъём        | i y          |             | u          |
| Средне-верхний подъём | e ø          |             | o          |
| Средне-нижний подъём  | ɛ            |             |            |
| Нижний подъём         |              | a           |            |

#### Слог
Так же как и в китайском языке, в тибетском слоге можно выделить инициали и финали. Финаль, в свою очередь, делится на централь и терминаль.
Инициали имеют около 36 фонетических вариантов и более 200 графических вариантов.
Централи (гласные) — до 7 гласных звуков (Ю. М. Парфионович выделял до 26), передаваемых на письме с помощью четырёх огласовок (диакритических знаков) («янг»)
Терминали («джеджуг» и «янгджуг») — 9 фонетических и 16 графических вариантов.
Структурно в слоге выделяют коренную букву (мингжи), вокруг которой по часовой стрелке могут дополняться «суффиксы» (джеджуг и янгджуг), подписная буква (таг), «приставка» (нгёнджуг) и «надставка» (го). С учётом всех закономерностей сочетаемости тибетских букв возможно образование около 15 тысяч комбинаций. Порядок усложнения тибетского слога лежит в основе порядка расположения слов в словаре.

### Морфология
Тибетский относится к языкам с эргативным строем.

### Синтаксис
Тибетскому предложению свойственен порядок слов SOV (субъект—объект—глагол).

## Тибетская Википедия
Существует раздел Википедии на тибетском языке («Тибетская Википедия»), первая правка в нём была сделана в 2003 году. По состоянию на 18:56 (UTC) 4 мая 2025 года раздел содержит 7000 статей (общее число страниц — 19 624); в нём зарегистрировано 32 304 участника, один из них имеет статус администратора; 27 участников совершили какие-либо действия за последние 30 дней; общее число правок за время существования раздела составляет 145 163.